# Sforza-altaar
Het Sforza-altaar (Italiaans: Pala Sforzesca) is een schilderij uit circa 1494-95 van een anonieme schilder die algemeen bekend staat als de Meester van het Sforza-altaar (actief in Lombardije van 1490 tot 1520). Sinds 1808 maakt het schilderij deel uit van de collectie van de Pinacoteca di Brera in Milaan.

## Geschiedenis
Het werk staat symbool voor het tijdperk van Ludovico Sforza de Moor, die met zijn hele familie staat afgebeeld op het schilderij. Het is een werk met duidelijke politieke bedoelingen, gericht op het onderstrepen van de legitimiteit van de macht van Ludovico. Nadat zijn broer Galeazzo Maria Sforza was vermoord, trad hij op als regent voor diens wettige erfgenaam, de zevenjarige Gian Galeazzo Sforza. Achter de schermen trok hij echter alle macht naar zich toe en toen Gian Galeazzo in 1494 stierf, volgde hij hem op als hertog van Milaan. Omdat Gian Galeazzo een zoon had, Francesco Maria Sforza, die aanspraak op de titel kon maken, probeerde Ludovico bij aartshertog Maximiliaan van Habsburg goedkeuring te vinden voor zijn machtsgreep.
Het altaarstuk was bestemd voor de kerk Sant'Ambrogio ad Nemus in Milaan. Tijdens de bezetting van Italië door de troepen van Napoleon werd de kerk buiten gebruik gesteld en werd het Sforza-altaar verplaatst naar de Pinacoteca di Brera.
Hoewel archiefdocumenten hebben bevestigd dat er in 1494 opdracht gegeven is voor het altaarstuk, is het raadsel van de naam van de kunstenaar niet opgelost. Een van de hypothesen is dat het om Francesco Napoletano gaat, een volgeling van Leonardo da Vinci.

## Voorstelling
In een weelderige architectuur rijk aan gouden decoraties vindt een sacra conversazione plaats. In het midden zijn de Madonna en haar Kind weergegeven op een troon, omringd door de kerkleraren, de heiligen Ambrosius, Gregorius de Grote, Augustinus en Hiëronymus (v.l.n.r.). Twee engelen vliegen omhoog om de hertogelijke kroon op het hoofd van Maria te plaatsen, die een Leonardeske uitstraling heeft.
Geknield kijken Ludovico il Moro en zijn vrouw Beatrice d'Este naar de scène samen met twee kinderen. Ze zijn stijf en in profiel geschilderd. Beatrice, een mode-icoon in haar tijd, valt op door haar gestreepte jurk die ze zelf ontworpen had. Haar kleding is rijk versierd met linten, parels, robijnen en saffieren. Zij draagt het haar in een lange staart waar een wit lint doorheen gevlochten is. Zo'n coazzone was dankzij Beatrice korte tijd enorm populair onder adellijke dames in Milaan. Het rechter kind is nog deels ingebakerd. In de tijd waarin het schilderij gemaakt werd, was het gebruikelijk dat te doen tot kinderen konden lopen. 
Het is niet zeker welke kinderen zijn afgebeeld. Waarschijnlijk gaat het om Cesare Sforza (links), geboren uit Ludovico's relatie zijn minnares Cecilia Gallerani, die drie tot vier jaar oud zou zijn geweest. Rechts zou dan de wettige eerstgeborene van de hertog, Ercole Massimiliano, te zien zijn die een of twee jaar oud was. De haarkleur van beide jongens ondersteunt deze theorie. In die tijd was men bovendien zeer tolerant ten opzichte van onwettige nakomelingen. Beatrice koesterde nooit enige vijandigheid jegens haar stiefzoon. Ze liet het kind zelfs samen met zijn stiefbroers aan het hof opgroeien. Er zijn ook critici die van mening zijn dat op een belangrijk werk als het Sforza-altaar geen bastaarden afgebeeld kunnen staan. Als echter de twee wettige kinderen te zien zijn, Ercole Massimiliano (nu links) en Francesco (rechts), moet de datering van het schilderij op circa 1496 gesteld worden, omdat de leeftijd van de kinderen anders niet overeenkomt. 
Door zijn decoratieve details straalt het schilderij grote rijkdom uit. De zeer hoge rang van Ludovico wordt zo benadrukt. Ambrosius, de patroonheilige van Milaan, legt zijn hand op Ludovico alsof hij hem steunt en wil voorstellen aan de goddelijke groep in het midden. Jezus maakt op zijn beurt een zegenend gebaar naar de hertog.

## Afbeeldingen

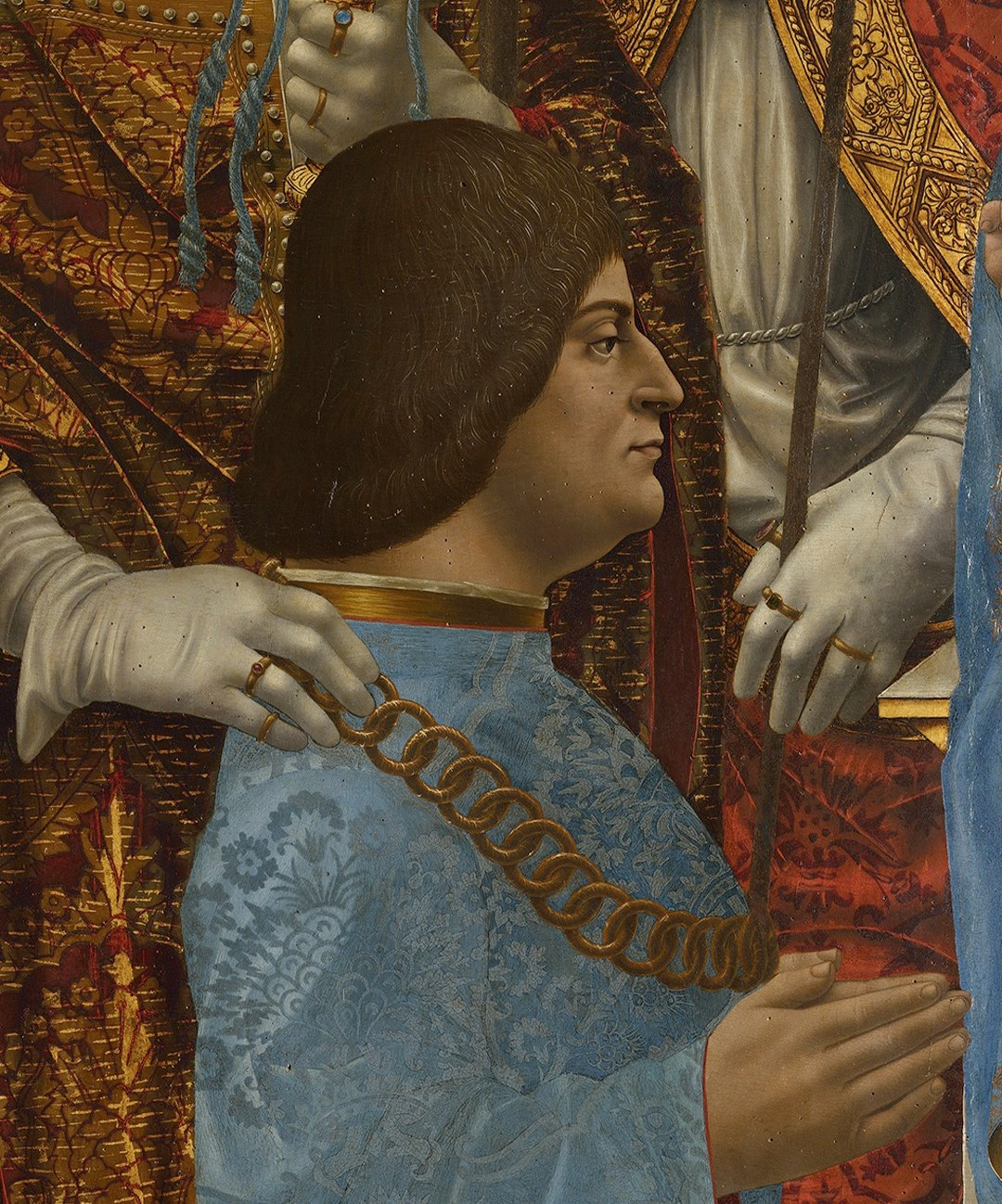
Detail, Ludovico Sforza
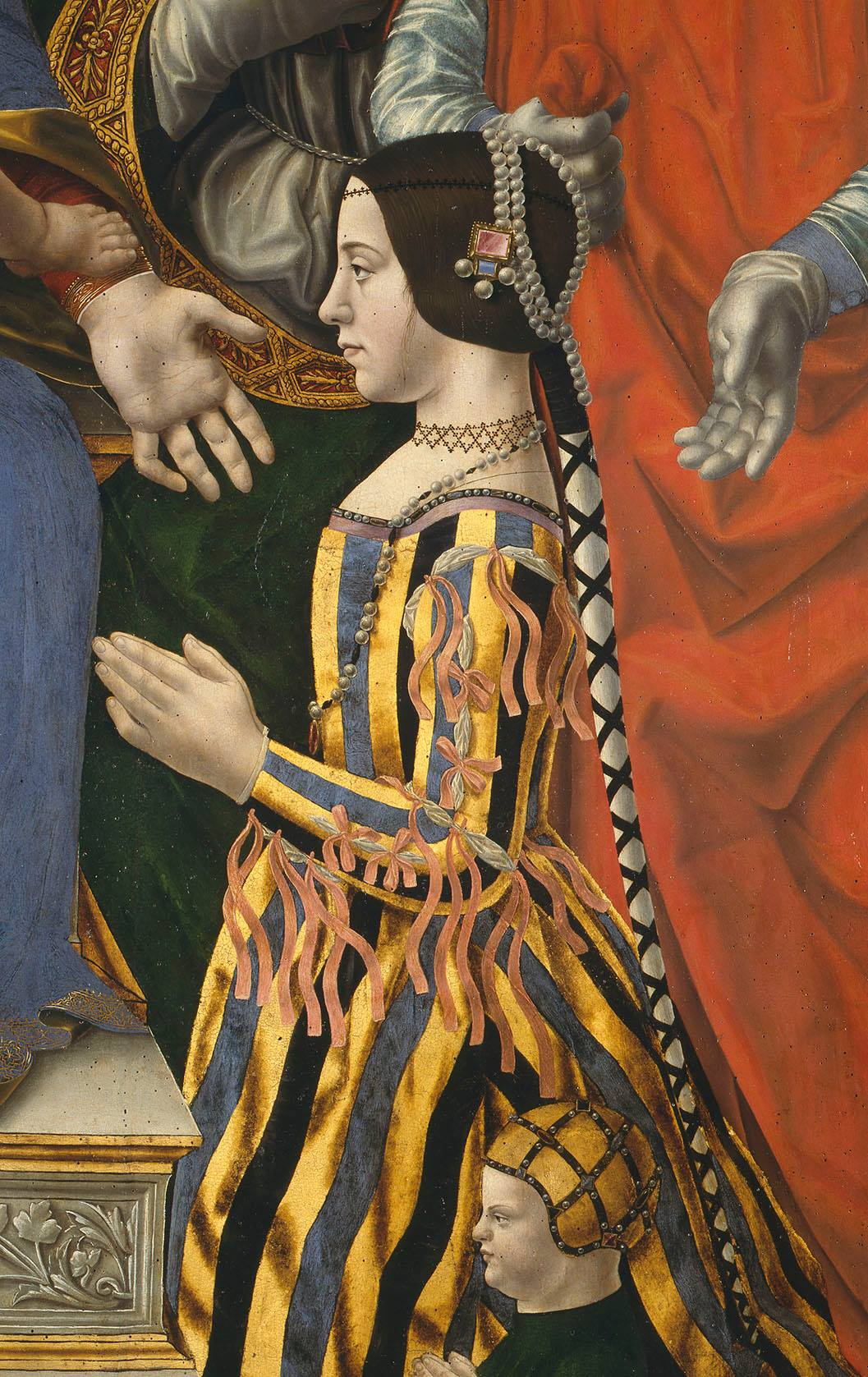
Detail, Beatrice d'Este
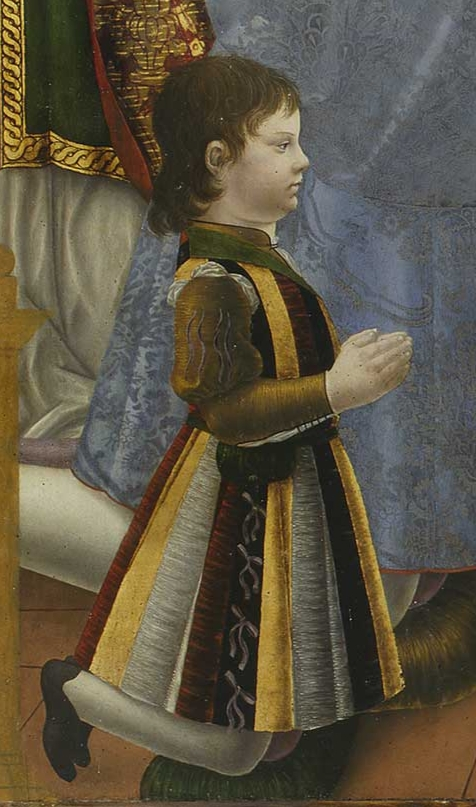
Detail, Cesare Sforza of Ercole Massimiliano Sforza
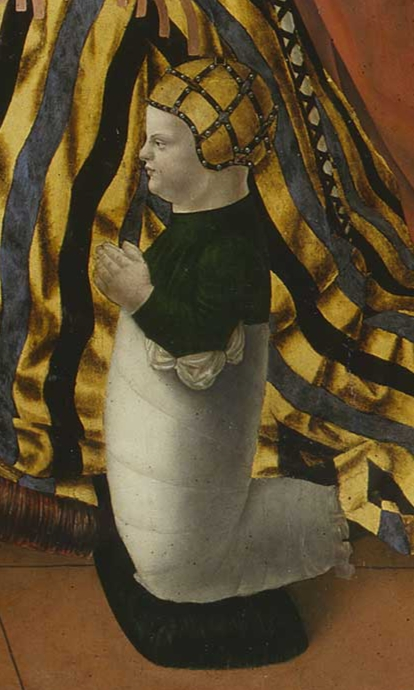
Detail, Ercole Massimiliano Sforza of Francesco Sforza